# Leck mir den Arsch fein recht schön sauber
Leck mir den Arsch fein recht schön sauber (Lik me de reet mooi netjes schoon, KV. 233/382d) is een canon voor drie stemmen in Bes-majeur die lang aan Mozart werd toegeschreven, maar tegenwoordig als een werk van de Boheemse arts en amateurcomponist Wenzel Trnka von Krzowitz wordt gezien dat oorspronkelijk de titel Tu sei gelosa, è vero droeg. De (naar huidige opvattingen obscene) tekst stamt echter waarschijnlijk wel van Mozart en bevond zich onder de manuscripten die de weduwe Constanze aan zijn uitgever zond. Het werk werd in 1800 voor het eerst onder Mozarts naam uitgegeven door de firma Breitkopf & Härtel, die echter de schunnige tekst door een wat fijngevoeliger versie verving. In 1991 werd de oorspronkelijke tekst teruggevonden.

## Vergelijkbare muziekstukken van Mozart
- Leck mich im Arsch, KV 382c
- Beym Arsch ist’s finster, KV 441b
- Difficile lectu mihi Mars, KV 559
- Bona nox[1]